# کاریشما تانا
کاریشما تانا (به انگلیسی: Karishma Tanna) (زاده ۲۱ دسامبر ۱۹۸۳) بازیگر، مدل هندی است.
از فیلم‌هایی که وی در آن نقش داشته است می‌توان به دوستی، سانجو و سریال naagin(ملکه مارها)در فصل سوم اشاره کرد.